# 결핵의 진단
결핵은 환자로부터 채취한 임상 표본으로부터 결핵균을 발견하는 것으로 진단한다. 다른 조사로는 결핵임이 강하게 의심되더라도 확신할 수 없다.

## 진단
결핵에 대한 완전한 의학적 평가는 진료기록, 신체 검진, 흉부 X-레이, (가래 또는 다른 적절한 표본의) 미생물학적인 검사가 포함되어야 한다. 또한, 다른 정밀 촬영과 X-레이, 투베르쿨린 피부 검사, 망투 검사(Mantoux test), 외과 조직 검사가 포함될 수 있다.

### 병력
병력에는 가검물(가래), 2주에서 3주간 지속되는 기침, 흉통, 객혈. 전신 증상으로는 미열, 오한, 식은땀, 식욕 감퇴, 체중 감소, 피로감, 점액성에서 짙어지는 가래 등이 포함된다. 다른 일부로는 이전에 결핵에 노출되거나 감염·걸린 적이 있는지, 과거의 결핵 치료, 결핵의 인구학적인 위험 요소, HIV 감염과 같은 결핵의 위험을 증가시키는 조건 등이 포함된다.
일반적인 항생제가 듣지 않아 호흡기 장애가 계속될 때에는 결핵을 의심해야 한다.

### 검진
신체 검진은 환자의 일반적인 건강을 평가하고 결핵의 치료에 영향을 줄 수 있는 요소를 발견하기 위하여 실시하며, 결핵을 확인하거나 배제하기 위해 사용될 수 없다.

### 미생물학적 연구

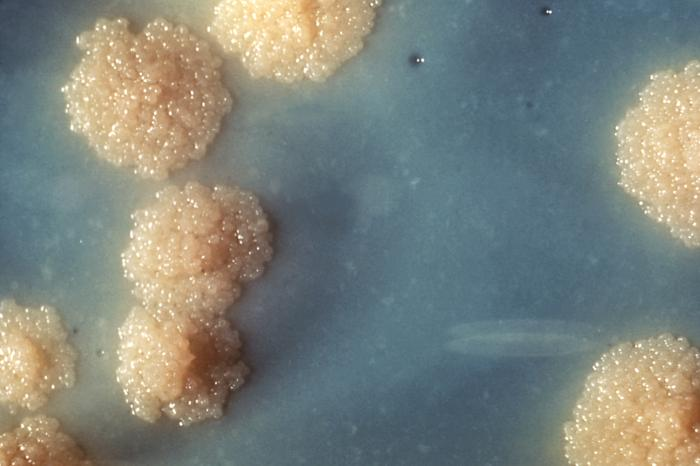
배양된 결핵균 군체의 독특한 무리

결핵의 최종적인 진단은 환자로부터 얻은 표본(통상 가래를 말하며, 고름, 척수액, 검사 조직 등이 포함될 수도 있다.)의 결핵균 배양에 의해서만 가능하다.. 표본에 의하지 않은 진단은 단지 '개연성 있음'(probable) 또는 '추정됨'(presumed)으로 구분될 수 있다. 결핵 감염의 가능성을 부인하는 진단에서는, 대부분의 계획서(protocol)에서는 서로 다른 표본 검사가 모두 음성이어야 한다..

#### 가래
환자가 가래가 나온다면, 항산성 세균에 대한 가래 검사와 배양을 해야 한다. 여기에는 종래의 질-닐슨 염색보다 민감한 형광 현미경 관찰(오오러민-로다민 염색)이 쓰인다. 자연적으로 가래가 나오지 않는 경우, 소금 또는 소금과 기관지확장제를 섞은 용액을 분무 형식으로 들이마시는 등으로 가래를 유도할 수 있다. 한 비교 연구에서는 3회의 유도된 가래 표본이 3회의 위세척보다 민감하다는 결론을 얻었다.